# Atsiz ibn Uwak
Atsiz ibn Uwak al-Chwarizmi (arabisch أتسز بن اوق الخوارزمي, DMG Atsīz b. Uwaq al-Ḫwārizmī; † September/Oktober 1078 in Damaskus) war ein turkmenischer Condottiere im 11. Jahrhundert, der zum Wegbereiter der Herrschaft der Seldschuken in Syrien und Palästina wurde.
Atsiz („Namenlos“) stammte aus Choresmien und gehörte offenbar dem türkischen Eroberungsheer der Seldschuken an, das zur Mitte des 11. Jahrhunderts durch Persien hindurch ziehend in den Irak eingefallen war. Im Frühjahr 1071 gehörte er der Gefolgschaft des Malik Schah I. an, als dieser den Euphrat nach Westen überquerend in Syrien eingefallen war und Aleppo eroberte. Während der junge Seldschuken-Prinz sich im Anschluss mit seinen Hauptkräften nach Anatolien wandte, wurde Atsiz als Befehlshaber eines Teilkontingents mit der weiteren Unterwerfung des nahen Ostens und der Levanteküste betraut. Noch im selben Jahr eroberte er die palästinensische Provinzhauptstadt ar-Ramla und dann Jerusalem, deren Stadtmauern von einem Erdbeben im Jahr 1068 teils noch zerstört waren. Sein Siegeszug wurde von der in Ägypten herrschenden Anarchie begünstigt, die das schiitische Fatimiden-Kalifat seit geraumer Zeit lähmte. Das Ende der Herrschaft des al-Mustansir in Jerusalem zeigte er durch die Tilgung dessen Namens und die Einsetzung des Namens des sunnitischen Abbasiden-Kalifen al-Qaim in der Freitagspredigt (ḫuṭba) an.
In den folgenden Jahren setzte Atsiz seinen Eroberungszug fort, isolierte das stark befestigte Damaskus von seinem Umland und festigte seine Herrschaft durch die Beseitigung eines türkischen Konkurrenten in Tiberias. Nur die Seefestung Akkon konnte sich erfolgreich gegen ihn behaupten. Im Juni/Juli 1076 öffnete das ausgehungerte Volk von Damaskus die Tore ihrer Stadt, in das Atsiz so kampflos einziehen und damit die Unterwerfung Syriens vollenden konnte. Von Malik Schah I., der inzwischen zum Sultan aufgestiegen war, wurde er in der Herrschaft über das von ihm eroberte Land durch die Übersendung von Ehrengewändern mit Pferd, Schild und Schwert anerkannt. Darauf beabsichtigte Atsiz die endgültige Vernichtung des Fatimiden-Kalifats durch die Eroberung Ägyptens und fiel noch im Dezember 1076 mit seinem Heer in das Nildelta ein. Doch Ende Februar 1077 wurde er in der Nähe von Kairo von den Fatimiden unter dem Wesir Badr al-Dschamali vernichtend geschlagen, wobei er neben seinem gesamten Feldlager auch einen Bruder im Kampf verlor. Atsiz selbst konnte mit nur wenigen Gefährten vom Schlachtfeld fliehen, doch wurde seine Niederlage für die lokale Bevölkerung Palästinas zum Signal zur Erhebung gegen die türkischen Besatzer. In Jerusalem konnte das Volk die Kontrolle über die Stadtmauern übernehmen und die Familie (ḥaram) des Atsiz in der Davidsburg einschließen. Doch durch eine Bresche in der Stadtmauer konnten die neu formierten Türken in die Stadt eindringen und sie nach einem Massaker an der unbotmäßigen Bevölkerung zurückerobern. Bis zu dreitausend Menschen sollen der Soldateska des Atsiz zum Opfer gefallen sein, nur jene, die sich in die Moscheen haben retten können, wurden verschont. Im Anschluss eroberte er mit Jaffa den ersten Hafen an der Levanteküste und kehrte von dort aus nach Damaskus zurück, das er im Frühjahr 1078 gegen eine fatimidische Gegenoffensive verteidigen musste. Zu ebendieser Zeit hatte der inkognito reisende ismailitische Missionar Hassan-i Sabbah (gest. 1124) die syrische Hauptstadt auf seinem Weg zum Hafen von Beirut passiert, von wo er über den Seeweg nach Ägypten weiterzureisen gedachte.
Die Niederlage in Ägypten hatte letztlich doch das Ende des Atsiz eingeläutet. Sultan Malik Schah I. hatte sie zur Einsetzung seines Bruders Tutusch I. zum neuen Statthalter in Syrien bewogen, der im Sommer 1078 mit einem Heer vor Damaskus aufzog, was die fatimidischen Belagerer zum Rückzug nach Ägypten veranlasste. Vergeblich beeilte sich Atsiz dem Prinzen seiner Loyalität zu diesem und dem Sultan gegenüber zu versichern, doch wurde er gemeinsam mit einem Bruder im September/Oktober 1078 (Rabi I 471 AH) auf Befehl des Tutusch mit einer Bogensehne erdrosselt.

## Anmerkung
1. ↑  Zum Namen siehe Ibn al-Qalanisi. Von Sibt ibn al-Dschauzi wurde Atsiz auch unter dem Beinamen „der Turkmene“ (al-Turkumānī) genannt.

| Personendaten    | Personendaten                    |
| ---------------- | -------------------------------- |
| NAME             | Atsiz ibn Uwak                   |
| ALTERNATIVNAMEN  | Atsiz ibn Uwak al-Chwarizmi      |
| KURZBESCHREIBUNG | türkischstämmiger Militärführer  |
| GEBURTSDATUM     | 11. Jahrhundert                  |
| STERBEDATUM      | September 1078 oder Oktober 1078 |
| STERBEORT        | Damaskus                         |